# Hydrotaea annapurnana
Hydrotaea annapurnana este o specie de muște din genul Hydrotaea, familia Muscidae, descrisă de Shinonaga în anul 1994.
Este endemică în Nepal. Conform Catalogue of Life specia Hydrotaea annapurnana nu are subspecii cunoscute.